# 長嶋茂雄Invitational セガサミーカップゴルフトーナメント
長嶋茂雄Invitational セガサミーカップゴルフトーナメント（ながしましげおインヴィテーショナル セガサミーカップゴルフトーナメント）は、2005年から2024年まで日本ゴルフツアー機構（JGTO）の公認、セガサミーグループの主催により、北海道千歳市にあるザ・ノースカントリーゴルフクラブで開催されていた男子プロゴルフトーナメントである。
2024年実績、賞金総額1億円、優勝賞金2000万円。

## 概要
- 2007年4月17日、大会を主催するセガサミーグループの発表により、同年の大会から読売巨人軍終身名誉監督であった長嶋茂雄を大会名誉会長に迎えて行われていた。セガサミーの代表取締役会長兼CEOである里見治が長嶋とゴルフ仲間だったこともあり実現した。
  - これまで日本の男子ゴルフ大会で人名を冠した大会としては、中村寅吉選手の業績をたたえた「日経カップ 中村寅吉メモリアル」（1985年 - 1998年）や、後援大会などで「平尾昌晃プロアマチャリティーゴルフ」（2009年で一旦中断の後、2013年に再開）、「アサヒビール・大橋巨泉ゴルフトーナメント」（1993年まで）、「杉原輝雄メモリアル 旭川オープンゴルフ選手権」（2008年 - 2010年）などが行われている。
- 2018年までは7月に開催されていたが、2019年からは8月に開催時期を移すことになった。
- 2025年6月に長嶋が死去されたことを受け、7月23・24日に長嶋茂雄 MEMORIALセガサミー チャリティープロアマ大会を開催。その模様はHBCなどで後日ダイジェスト放送

## 歴代優勝者
| 回数   | 開催期間 | 優勝者                   |
| ------ | -------- | ------------------------ |
| 第1回  | 2005年   | 林根基                   |
| 第2回  | 2006年   | 葉偉志                   |
| 第3回  | 2007年   | 谷口徹                   |
| 第4回  | 2008年   | ジーブ・ミルカ・シン     |
| 第5回  | 2009年   | 藤田寛之                 |
| 第6回  | 2010年   | 小山内護                 |
| 第7回  | 2011年   | 金庚泰                   |
| 第8回  | 2012年   | 李京勲（イ・キョンフン） |
| 第9回  | 2013年   | 薗田峻輔                 |
| 第10回 | 2014年   | 石川遼                   |
| 第11回 | 2015年   | 岩田寛                   |
| 第12回 | 2016年   | 谷原秀人                 |
| 第13回 | 2017年   | チャン・キム             |
| 第14回 | 2018年   | ブラッド・ケネディ       |
| 第15回 | 2019年   | 石川遼 (2)               |
| 第16回 | 2021年   | 比嘉一貴                 |
| 第17回 | 2022年   | 岩田寛 (2)               |
| 第18回 | 2023年   | ジェイブ・クルーガー     |
| 第19回 | 2024年   | 平田憲聖                 |

※2020年大会は新型コロナウイルス感染拡大の影響により大会中止となった。

## 中継について
- テレビ中継は大会が始まった2005年及び2006年はテレビ東京系列及びBSデジタル放送のBSジャパンで放送されていたが、2007年は男子プロゴルフトーナメントの視聴率低迷を受け、1973年に男子ツアー制度が始まって初めてとなるテレビ中継なしの大会となった。
- 2008年からは北海道放送（HBC）が特別協力についたことから同局で決勝ラウンドの2日間を中継することになった[注 2]。当初は2日間とも北海道ローカルの放送だったが[注 3]、2011年から2022年まではTBS系列全国ネットで放送されていた[注 4]。2023年大会からはBSJapanextで中継されている[10]。
- また、CS放送のゴルフネットワークでも、地上波中継分の当日時差放送がされる[注 5]ほか、2009年以降はジュピターテレコム（J:COM、ゴルフネットワークの親会社）傘下のケーブルテレビ局のコミュニティチャンネルでも、最終日の模様を1週間遅れで放映している。
- インターネット中継は、2016年はグループ会社であるセガホールディングスのニコニコ生放送チャンネルである「セガ生放送」で9:00から全日程の全18ホールを中継した。2024年時点ではスポーツナビ、ABEMA、Hulu、U-NEXTにてライブ配信されている[11]。